# Kiribwe
Kiribwe är ett vattendrag i Burundi.   Det ligger i provinsen Cibitoke, i den nordvästra delen av landet, 50 kilometer norr om huvudstaden Bujumbura.
Omgivningarna runt Kiribwe är en mosaik av jordbruksmark och naturlig växtlighet. Runt Kiribwe är det tätbefolkat, med 319 invånare per kvadratkilometer.